# Baugy (Oise)
Pour les articles homonymes, voir Baugy.
Baugy est une commune française située dans le département de l'Oise, en région Hauts-de-France.

## Géographie

### Description

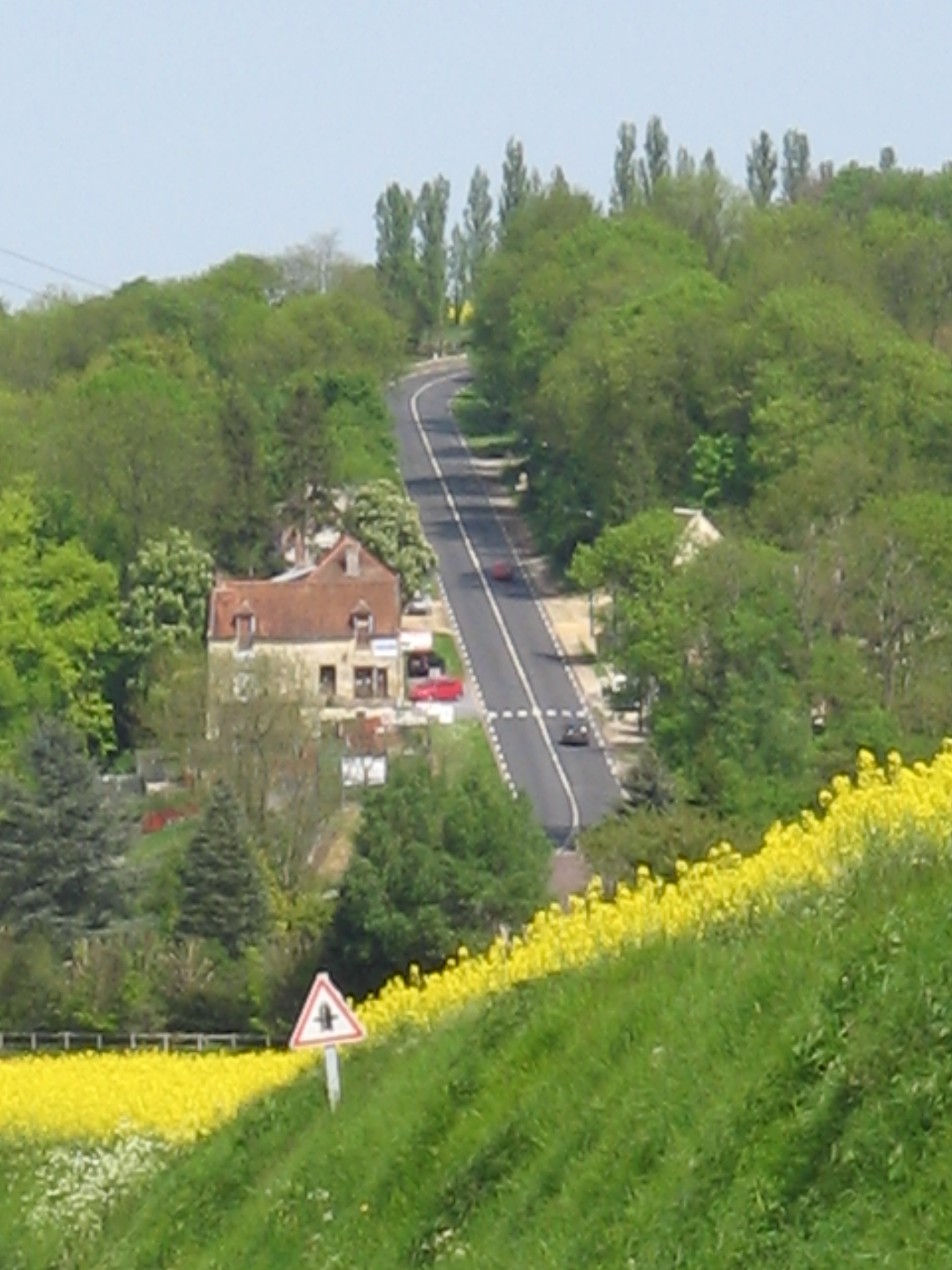
La rue de Compiègne.

Baugy est un village rural picard du Compiègnois situé au creux de la vallée de l'Aronde, à une dizaine de kilomètres au nord-ouest de Compiègne, une cinquantaine à l'est de Beauvais, une soixantaine au sud-est d'Amiens, 45 km à l'ouest de Soissons et 75 km au nord-est de Paris.
Il est traversé par l'ancienne route nationale 35 (actuelle RD 935) et est aisément accessible depuis l'autoroute A1.

### Communes limitrophes
|      | Monchy-Humières | Braisnes-sur-Aronde  |
| Remy | Baugy           | Coudun               |
|      | Lachelle        | Margny-lès-Compiègne |

### Hydrographie

#### Réseau hydrographique
La commune est située dans le bassin Seine-Normandie. Elle est drainée par l'Aronde, le ruisseau Payelle et divers bras de l'Aronde,,.
L'Aronde, d'une longueur de 26 km, prend sa source dans la commune de Montiers et se jette  dans l'Oise (rive gauche) à Clairoix, après avoir traversé 13 communes. 

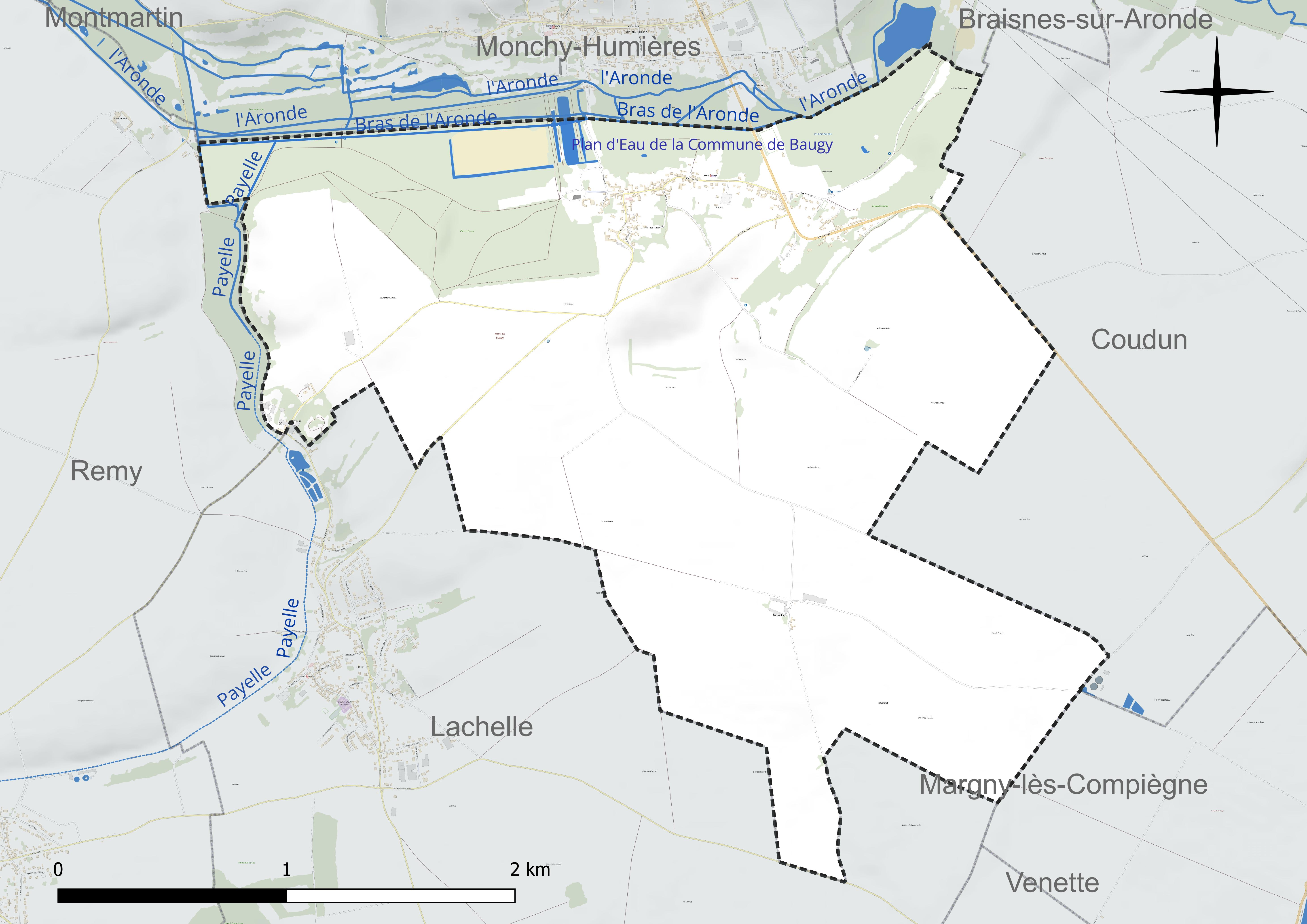
Réseau hydrographique de Baugy.

Un plan d'eau complète le réseau hydrographique : le plan d'eau de la commune de Baugy, d'une superficie totale de 2,1 ha (1,5 ha sur la commune),.

#### Gestion et qualité des eaux
Le territoire communal est couvert par le schéma d'aménagement et de gestion des eaux (SAGE) « Sensée ». Ce document de planification concerne un territoire de 789 km2 de superficie, délimité par trois bassins versants en totalité ou en partie (Aisne, Oise et Aronde). Le périmètre a été arrêté le 16 octobre 2001 et le SAGE proprement dit a été approuvé le 8 juin 2009, puis révisé le 27 novembre 2019. La structure porteuse de l'élaboration et de la mise en œuvre est le syndicat mixte Oise-Aronde. 
La qualité des cours d'eau peut être consultée sur un site dédié géré par les agences de l'eau et l'Agence française pour la biodiversité. 

### Climat
Pour des articles plus généraux, voir Climat des Hauts-de-France et Climat de l'Oise.
En 2010, le climat de la commune est de type climat océanique dégradé des plaines du Centre et du Nord, selon une étude du CNRS s'appuyant sur une série de données couvrant la période 1971-2000. En 2020, Météo-France publie une typologie des climats de la France métropolitaine dans laquelle la commune est dans une zone de transition entre le climat océanique et le climat océanique altéré et est dans la région climatique  Nord-est du bassin Parisien, caractérisée par un ensoleillement médiocre, une pluviométrie moyenne régulièrement répartie au cours de l'année et un hiver froid (3 °C). 
Pour la période 1971-2000, la température annuelle moyenne est de 10,6 °C, avec une amplitude thermique annuelle de 14,8 °C. Le cumul annuel moyen de précipitations est de 675 mm, avec 10,5 jours de précipitations en janvier et 8,6 jours en juillet. Pour la période 1991-2020, la température moyenne annuelle observée sur la station météorologique la plus proche, située sur la commune de Margny-lès-Compiègne à 6 km à vol d'oiseau, est de 11,2 °C et le cumul annuel moyen de précipitations est de 633,5 mm,. Pour l'avenir, les paramètres climatiques de la commune estimés pour 2050 selon différents scénarios d'émission de gaz à effet de serre sont consultables sur un site dédié publié par Météo-France en novembre 2022.

## Urbanisme

### Typologie
Au 1er janvier 2024, Baugy est catégorisée commune rurale à habitat dispersé, selon la nouvelle grille communale de densité à sept niveaux définie par l'Insee en 2022.
Elle est située hors unité urbaine. Par ailleurs la commune fait partie de l'aire d'attraction de Compiègne, dont elle est une commune de la couronne,. Cette aire, qui regroupe 101 communes, est catégorisée dans les aires de 50 000 à moins de 200 000 habitants,.

### Occupation des sols
L'occupation des sols de la commune, telle qu'elle ressort de la base de données européenne d'occupation biophysique des sols Corine Land Cover (CLC), est marquée par l'importance des territoires agricoles (78,3 % en 2018), une proportion sensiblement équivalente à celle de 1990 (77,9 %). La répartition détaillée en 2018 est la suivante : 
terres arables (72,9 %), forêts (17 %), prairies (5 %), zones urbanisées (4,7 %), zones agricoles hétérogènes (0,4 %). L'évolution de l'occupation des sols de la commune et de ses infrastructures peut être observée sur les différentes représentations cartographiques du territoire : la carte de Cassini (XVIIIe siècle), la carte d'état-major (1820-1866) et les cartes ou photos aériennes de l'IGN pour la période actuelle (1950 à aujourd'hui).

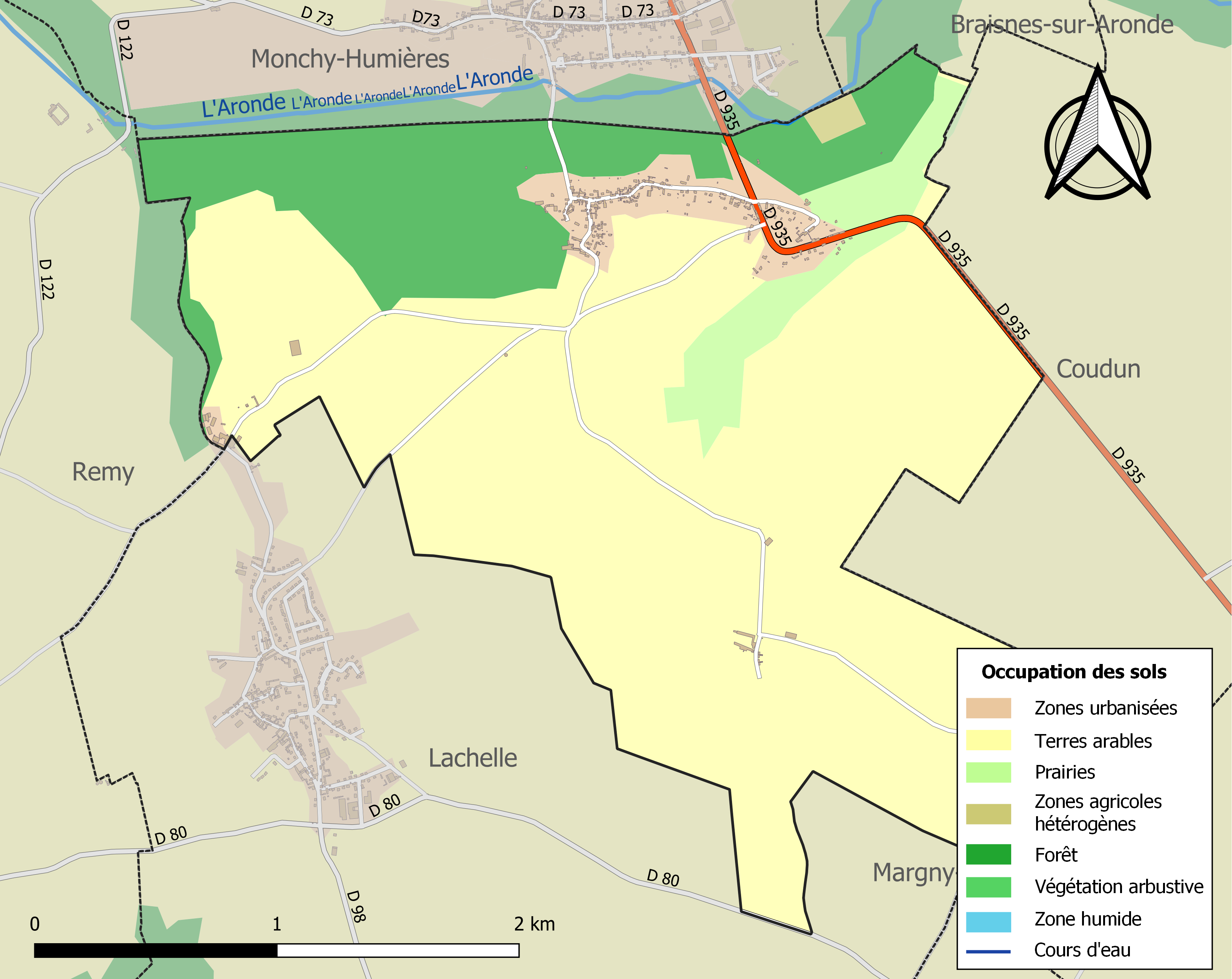
Carte des infrastructures et de l'occupation des sols de la commune en 2018 (CLC).

### Habitat et logement
En 2018, le nombre total de logements dans la commune était de 125, alors qu'il était de 132 en 2013 et de 119 en 2008.
Parmi ces logements, 87,4 % étaient des résidences principales, 1,6 % des résidences secondaires et 11 % des logements vacants. Ces logements étaient pour 96,2 % d'entre eux des maisons individuelles et pour 3 % des appartements.
Le tableau ci-dessous présente la typologie des logements à Baugy en 2018 en comparaison avec celle de l'Oise et de la France entière. Une caractéristique marquante du parc de logements est ainsi une proportion de résidences secondaires et logements occasionnels (1,6 %) inférieure à celle du département (2,5 %) mais supérieure à celle de la France entière (9,7 %). Concernant le statut d'occupation de ces logements, 76,7 % des habitants de la commune sont propriétaires de leur logement (81 % en 2013), contre 61,4 % pour l'Oise et 57,5 pour la France entière.
| Typologie                                               | Baugy | Oise | France entière |
| ------------------------------------------------------- | ----- | ---- | -------------- |
| Résidences principales (en %)                           | 87,4  | 90,4 | 82,1           |
| Résidences secondaires et logements occasionnels (en %) | 1,6   | 2,5  | 9,7            |
| Logements vacants (en %)                                | 11    | 7,1  | 8,2            |

### Voies de communication et transports
La commune est desservie, en 2023, par les lignes 663 et 6303 du réseau interurbain de l'Oise.

## Toponymie
Le nom de la localité est attesté sous les formes de Baugiaco (1243) ; Baugi (1243) ; Baugy (1317) ; Beaugy (vers 1530).

On peut éventuellement songer à un mot gaulois *balgiacus, désignant un « lieu bourbeux ».

## Politique et administration

### Rattachements administratifs et électoraux

#### Rattachements administratifs
La commune se trouve  dans l'arrondissement de Compiègne du département de l'Oise.
Elle faisait partie depuis 1802 du canton de Ressons-sur-Matz. Dans le cadre du redécoupage cantonal de 2014 en France, cette circonscription administrative territoriale a disparu, et le canton n'est plus qu'une circonscription électorale.

#### Rattachements électoraux
Pour les élections départementales, la commune fait partie depuis 2014 du canton d'Estrées-Saint-Denis
Pour l'élection des députés, elle fait partie de la sixième circonscription de l'Oise.

### Intercommunalité
Baugy est membre de la communauté de communes du Pays des Sources, un établissement public de coopération intercommunale (EPCI) à fiscalité propre créé en 1997 et auquel la commune a transféré un certain nombre de ses compétences, dans les conditions déterminées par le code général des collectivités territoriales.

### Liste des maires
| Période                                  | Période                       | Identité                      | Étiquette | Qualité |
| ---------------------------------------- | ----------------------------- | ----------------------------- | --------- | --- |
| Les données manquantes sont à compléter. |                               |                               |           | |
| vers 1847                                |                               | Edouard Clérel de Tocqueville |           | vicomte, propriétaire du château de Baugy Conseiller général du Canton de Ressons-sur-Matz Vice-président du conseil général de l'Oise Vice-président de la société des agriculteurs de France Président (puis président d'honneur) de la société d'agriculture de Compiègne Président de la société de Saint François-Xavier de Compiègne |
| Les données manquantes sont à compléter. |                               |                               |           | |
| vers 1885                                | 1924                          | Eugène Goujon                 |           | Baron de Thuisy |
| 1925                                     | 1944                          | Emile Herbelin                |           | |
| 1945                                     | 1964                          | Marcel Lesguillons            |           | |
| 1965                                     | 1969                          | Robert Martin                 |           | |
| 1970                                     | 1995                          | Renée Piat                    |           | |
| 1995                                     | 2008                          | Jean-Jacques Chocreaux        | DVD       | |
| 2008                                     | En cours (au 5 novembre 2021) | Jean-Claude Darcy             |           | Fonctionnaire Réélu pour le mandat 2020-2026, |

## Population et société

### Démographie

#### Évolution démographique
L'évolution du nombre d'habitants est connue à travers les recensements de la population effectués dans la commune depuis 1793. Pour les communes de moins de 10 000 habitants, une enquête de recensement portant sur toute la population est réalisée tous les cinq ans, les populations de référence des années intermédiaires étant quant à elles estimées par interpolation ou extrapolation. Pour la commune, le premier recensement exhaustif entrant dans le cadre du nouveau dispositif a été réalisé en 2005.

En 2022, la commune comptait 284 habitants, en évolution de +14,98 % par rapport à 2016 (Oise : +0,87 %, France hors Mayotte : +2,11 %).
| 1793 | 1800 | 1806 | 1821 | 1831 | 1836 | 1841 | 1846 | 1851 |
| ---- | ---- | ---- | ---- | ---- | ---- | ---- | ---- | ---- |
| 232  | 233  | 280  | 257  | 414  | 325  | 293  | 300  | 286  |

| 1856 | 1861 | 1866 | 1872 | 1876 | 1881 | 1886 | 1891 | 1896 |
| ---- | ---- | ---- | ---- | ---- | ---- | ---- | ---- | ---- |
| 286  | 278  | 270  | 275  | 283  | 260  | 274  | 275  | 241  |

| 1901 | 1906 | 1911 | 1921 | 1926 | 1931 | 1936 | 1946 | 1954 |
| ---- | ---- | ---- | ---- | ---- | ---- | ---- | ---- | ---- |
| 250  | 261  | 237  | 214  | 237  | 242  | 228  | 212  | 228  |

| 1962 | 1968 | 1975 | 1982 | 1990 | 1999 | 2005 | 2006 | 2010 |
| ---- | ---- | ---- | ---- | ---- | ---- | ---- | ---- | ---- |
| 216  | 220  | 218  | 221  | 233  | 263  | 278  | 283  | 301  |

| 2015 | 2020 | 2022 | - | - | - | - | - | - |
| ---- | ---- | ---- | - | - | - | - | - | - |
| 245  | 278  | 284  | - | - | - | - | - | - |

#### Pyramide des âges
En 2018, le taux de personnes d'un âge inférieur à 30 ans s'élève à 28,4 %, soit en dessous de la moyenne départementale (37,3 %). À l'inverse, le taux de personnes d'âge supérieur à 60 ans est de 27,0 % la même année, alors qu'il est de 22,8 % au niveau départemental.
En 2018, la commune comptait 130 hommes pour 123 femmes, soit un taux de 51,38 % d'hommes, largement supérieur au taux départemental (48,89 %).
Les pyramides des âges de la commune et du département s'établissent comme suit.
| Hommes | Classe d’âge | Femmes |
| ------ | ------------ | ------ |
| 0,0    | 90 ou +      | 0,7    |
| 4,2    | 75-89 ans    | 4,4    |
| 21,0   | 60-74 ans    | 23,7   |
| 25,2   | 45-59 ans    | 28,1   |
| 20,3   | 30-44 ans    | 15,6   |
| 13,3   | 15-29 ans    | 11,9   |
| 16,1   | 0-14 ans     | 15,6   |

| Hommes | Classe d’âge | Femmes |
| ------ | ------------ | ------ |
| 0,5    | 90 ou +      | 1,4    |
| 5,5    | 75-89 ans    | 7,6    |
| 15,6   | 60-74 ans    | 16,3   |
| 20,8   | 45-59 ans    | 20     |
| 19,4   | 30-44 ans    | 19,4   |
| 17,6   | 15-29 ans    | 16,2   |
| 20,6   | 0-14 ans     | 19,1   |

## Économie
Le village est dépourvu de commerces, si ce n'est un atelier-brocante installé  dans un ancien garage en 2021.
Un centre équestre est implanté dans la commune.

## Culture locale et patrimoine

### Lieux et monuments

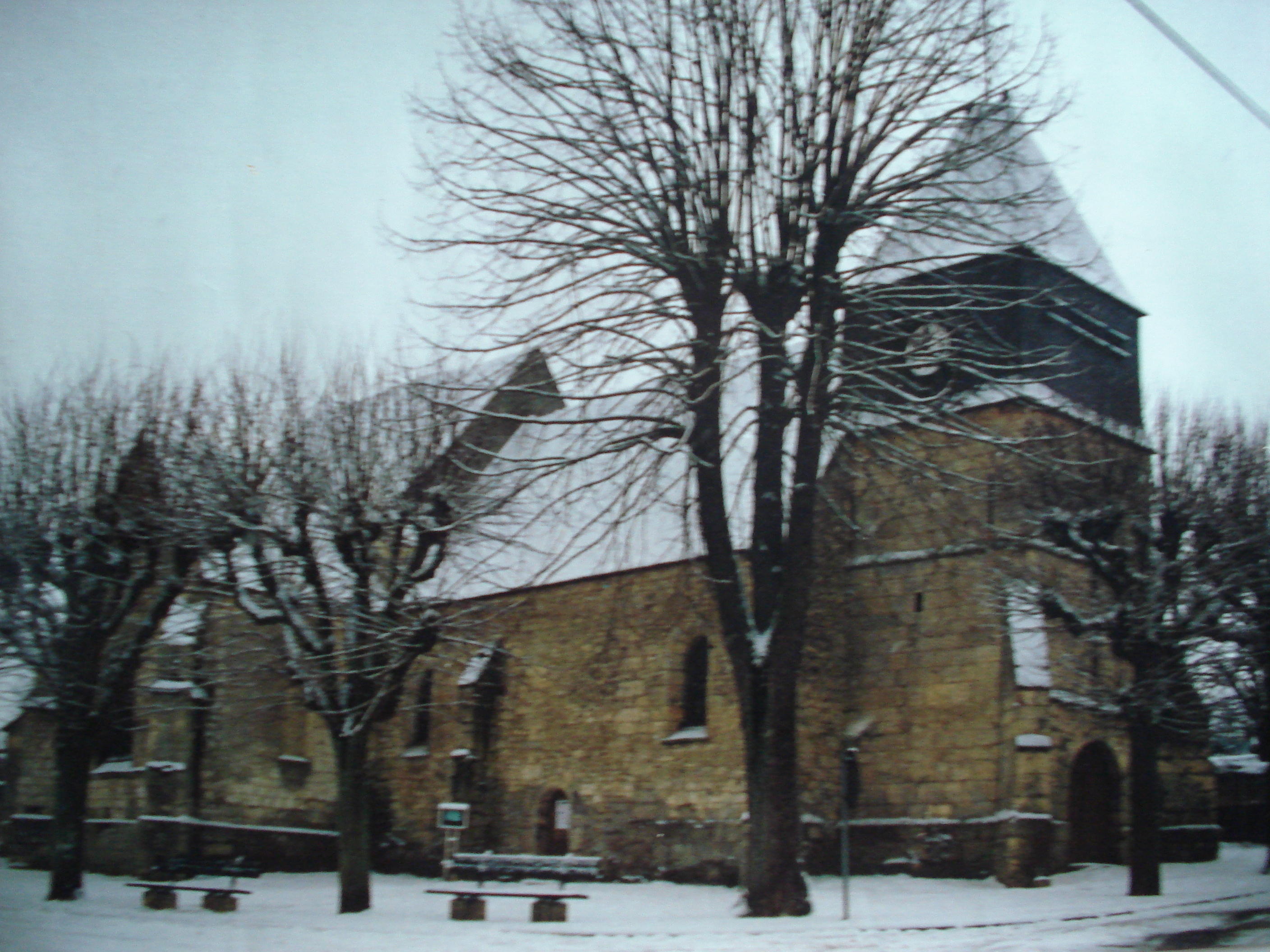
Église Saint-Médard.

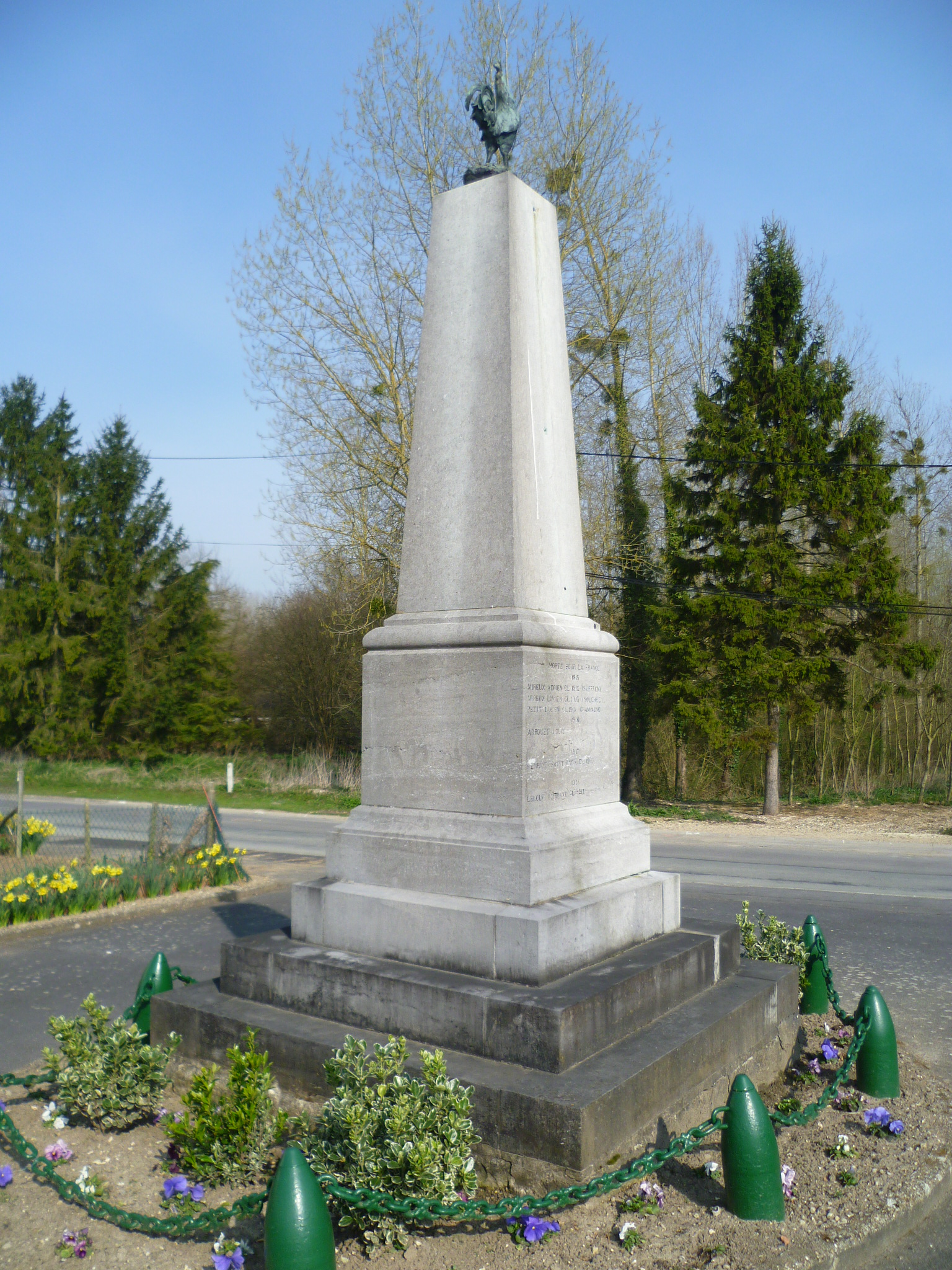
Monument aux morts.

- Église Saint-Médard constituée du clocher formant porche datant probablement du XVIIe siècle, une nef très restaurée au XVIIe ou au XVIIIe siècle et d'un chœur de deux travées terminées par une abside à trois côtés du XVIe siècle contenant un autel-retable remarquable[30]. Une chapelle, probablement seigneuriale, se trouve au nord de la première travée.
Elle contient un ensemble homogène de vitraux datant de la première moitié du XVIe siècle[31]. Ces vitraux, contemporains de la construction de l'église, ont été restaurés en 1923 par Burgsthall. Plusieurs médaillons du XVIe siècle ont été remontés autour d'un écu armorié (de Thuisy) dans une verrière moderne.
Des travaux d'urgence ont été réalisés en 2005[32],[33].
- Château (ancienne résidence de la famille de Tocqueville) dans le parc duquel il existe encore une fontaine de grand style, construite sous Louis XIV.

### Personnalités liées à la commune
- José Martínez de Hervás, marquis d'Almenara, financier, diplomate et écrivain espagnol (1760-1830) a fait une retraite à Baugy, vers 1815, lors de sa proscription.
- Alexis de Tocqueville, philosophe politique, politiste, précurseur de la sociologie et homme politique français (1805-1859)  a longuement séjourné au château de Baugy dans les années 1830.

Emile Coët mentionne en 1883 un certain nombre de seigneurs de Baugy : « La terre de Baugy appartint à la maison de Rouvroy-Saint-Simon, à la branche des seigneurs de Coudun, par le mariage de Jacqueline de Rouvroy-Saint-Simon, fille de Gaucher, avec Jehan d'Inchy, seigneur de Baugy et de Marquais, fils de Raoul d'Inchy et de Marie d'Esquerre. Puis à Jean de Rouvroy-Saint-Simon, chambellan du roi, qui épousa Jeanne de la Trémouille. Il fut enterré à la Chartreuse du Mont-Renaud, ainsi que sa femme, décédée le 23 juillet 1500 ; il laissa plusieurs enfants : Jean de Rouvroy fut prieur de Villeselve et chanoine de Noyon.
La seigneurie appartint ensuite à Louis de Crevant-Humières. Marguerite de Saint-Simon, fille de Mathieu de Rouvroy, avait épousé Jean d'Humières.
Vers 1650, le seigneur de Monchy réunit à son domaine une grande partie de la terre de Baugy pour agrandir le parc; notamment une pâture appelée : le Marais de Bourbon. Le maréchal d'Humières y ajouta les moulins de Monclieu et d'Aconin, ce qui réduisit beaucoup l'importance de Baugy. La seigneurie fut comprise dans le marquisat de Monchy-Humières. 
Le château et le parc actuels de Baugy, ne sont qu'un démembrement du parc de Monchy ; ils appartiennent à M. le marquis de Thuisy. Celte famille descendait par alliance des seigneurs de Pacy.
Françoise-Anne de Nellancourt, fille de Nicolas de Haussonville et de Charlotte de Vergent, épousa Jérôme-Ignace Goujon de Thuisy, maître des requêtes qui, par cette union, devint seigneur de Pacy. De ce mariage naquit Jérôme-Joseph de Thuisy, maître des requêtes honoraire, qui décéda en 1740, laissant plusieurs enfants. La terre de Pacy échut à Louis-François de Thuisy, conseiller au Parlement.
Dans un inventaire des terres et seigneuries appartenant à Charles d'Ailly, chevalier, vidame d'Amiens, seigneur baron de Picquigny, Rayneval, Labroye, Vignacourt et Flixécourt, inventaire fait au château de Rayneval, au mois d'août 1515, il est dit que : Hideux de Pressy, vendit au mois de décembre 1277, la terre et la seigneurie de Baugy, relevant du seigneur de Coudun, à Robert de Montdidier et à sa femme ».